# Emmental (okręg)
Emmental (niem. Verwaltungskreis Emmental) – okręg w Szwajcarii, w kantonie Berno, w regionie administracyjnym Emmental-Oberaargau. Siedziba okręgu znajduje się w miejscowości Langnau im Emmental.
Okręg został utworzony 1 stycznia 2010. Składa się z 39 gmin (Gemeinde) o łącznej powierzchni 690,41 km² i o łącznej liczbie mieszkańców  97 666.

## Gminy
1. Aefligen
2. Affoltern im Emmental
3. Alchenstorf
4. Bätterkinden
5. Burgdorf
6. Dürrenroth
7. Eggiwil
8. Ersigen
9. Hasle bei Burgdorf
10. Heimiswil
11. Hellsau
12. Hindelbank
13. Höchstetten
14. Kernenried
15. Kirchberg
16. Koppigen
17. Krauchthal
18. Langnau im Emmental
19. Lauperswil
20. Lützelflüh
21. Lyssach
22. Oberburg
23. Röthenbach im Emmental
24. Rüderswil
25. Rüdtligen-Alchenflüh
26. Rüegsau
27. Rumendingen
28. Rüti bei Lyssach
29. Schangnau
30. Signau
31. Sumiswald
32. Trachselwald
33. Trub
34. Trubschachen
35. Utzenstorf
36. Wiler bei Utzenstorf
37. Willadingen
38. Wynigen
39. Zielebach

## Zmiany administracyjne
- 1 stycznia 2016
  - przyłączenie gmin Niederösch oraz Oberösch do gminy Ersigen
- 1 stycznia 2021
  - przyłączenie gminy Mötschwil do gminy Hindelbank